# Municipio de Union (condado de Faulkner)
El municipio de Union (en inglés: Union Township) es un municipio ubicado en el condado de Faulkner en el estado estadounidense de Arkansas. En el año 2010 tenía una población de 1967 habitantes y una densidad poblacional de 26,97 personas por km².

## Geografía
El municipio de Union se encuentra ubicado en las coordenadas 35°15′36″N 92°27′7″O / 35.26000, -92.45194. Según la Oficina del Censo de los Estados Unidos, el municipio tiene una superficie total de 72.94 km², de la cual 72,94 km² corresponden a tierra firme y (0 %) 0 km² es agua.

## Demografía
Según el censo de 2010, había 1967 personas residiendo en el municipio de Union. La densidad de población era de 26,97 hab./km². De los 1967 habitantes, el municipio de Union estaba compuesto por el 95,88 % blancos, el 1,22 % eran afroamericanos, el 0,61 % eran amerindios, el 0,05 % eran asiáticos, el 1,02 % eran de otras razas y el 1,22 % eran de una mezcla de razas. Del total de la población el 3 % eran hispanos o latinos de cualquier raza.